# Valentina la de Sabinosa
Valentina Hernández Rodríguez, más conocida como Valentina la de Sabinosa, (Sabinosa, La Frontera, El Hierro, 1891 - 13 de junio de 1976) fue una cantante y folclorista canaria. Gracias a ella, se impulsó la música herreña que se dio a conocer en el resto de Canarias e incluso en otras partes del  Estado Español.

## Biografía
Valentina está considerada como una figura legendaria del folclore canario. Era una excelente tamborilera y cantante, que enseñaba a los jóvenes los cantos y bailes de su isla. Consiguió preservar la herencia musical que le dejaron sus padres y abuelos. Su ejemplo es único en la historia de la música tradicional canaria. Gracias a ella el folclore herreño conserva toda su pureza y todos sus misterios.

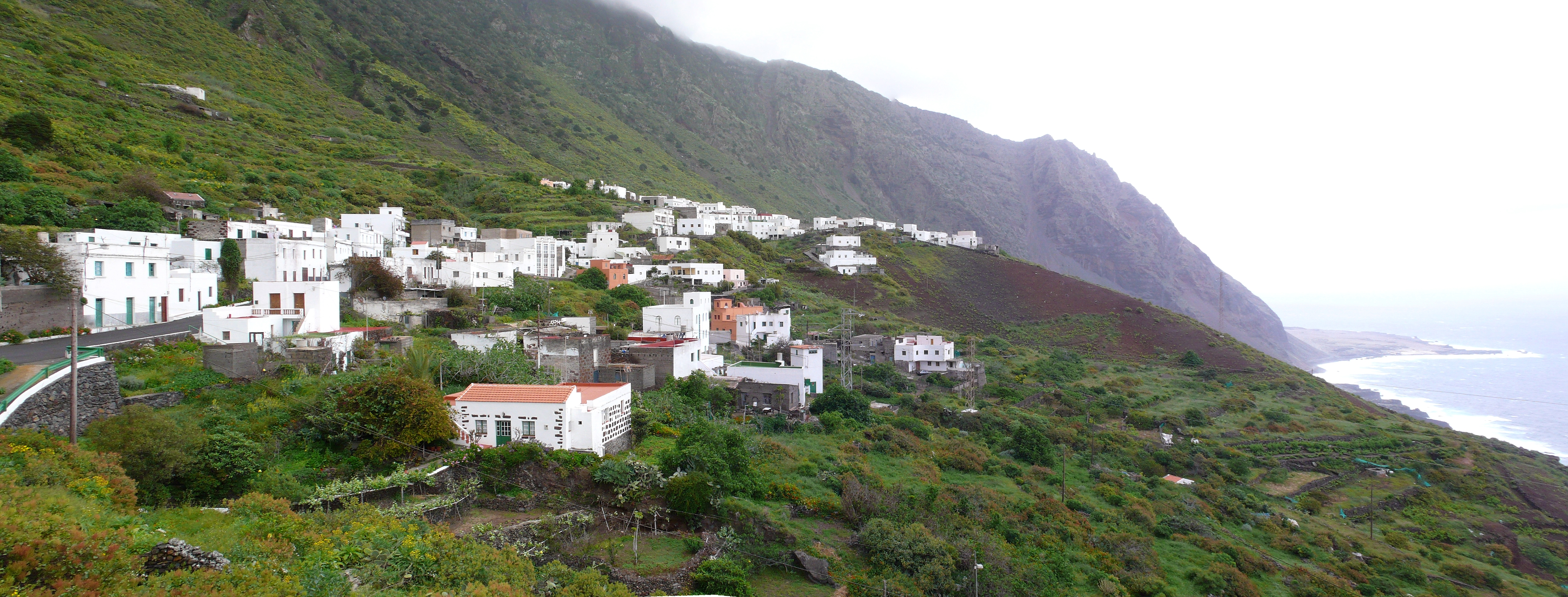
Sabinosa, pueblo natal de Valentina Hernández.

Conocida en toda Canarias por su voz, pero era más popular en su pueblo por sus habilidades como comadrona. De ella, se conserva una grabación de su voz realizada en 1973, tres años antes de su fallecimiento. Popularizó temas como El Baile del Vivo,  El Tango Herreño, La Meda, El Conde de Cabras y  El Arrorró Herreño:

Arrorró Arrorró mi niño, / Arrorró rorró rorró / rorró rorró rorró / duérmete mi niño chico / duérmete y no llores más / que vienen los angelitos … / que vienen los angelitos del cielo y te llevarán. / Arrorró rorró rorró / Si mi niño se durmiera yo le daba un regalito … / una piedrita de azúcar … / una piedrita de azúcar envuelta en un papelito. / Arrorró Arrorró mi niño / Arrorró rorró rorró / rorró rorró rorró / Y en los brazos de su madre … / Y en los brazos de su madre un pobre niño murió / y creendo en que dormía / y creendo que dormía le cantaba el Arrorró. / Arrorró rorró rorró.

El cantante Víctor Manuel puso voz a la versión de El Baile del Vivo interpretada por Non Trubada, que Valentina popularizase con su voz:

Arriba arriba, flor de las flores / que yo me muero por tus amores. / Salen del Morro, van pa´la Habana, / cinco navíos y una tartana. / Arriba arriba, arriba iremos, / que en allegando, descansaremos. / Tu legartillo, yo perenqué, / si tu estás gorda, Yo estoy también. / Hapa la hapa, paloma mía, / hapa la hapa, que viene el día. / El baile del vivo no lo se bailar, / que si lo supiera ya estuviera allá.

Para Doña Valentina lo antiguo era lo más valioso. Tal como repetía en una copla del Baile del Santo:  las costumbres de los viejos no deben de abandonarse.
Otra faceta de Doña Valentina es que trabajaba en el Pozo de la Salud, o Pozo de Sabinosa, preparando baños medicinales. Valentina atendía a los viajeros y enfermos, junto con su marido Esdras. Eso ocurría en 1949, año en que esas aguas fueron declaradas de utilidad pública.
En 1976 Valentina Hernández participó en el programa "Raíces", en un documental en El Hierro, en donde le hacían distintas preguntas relacionadas con ella y algunas de sus canciones.
Valentina Hernández falleció el 13 de junio de 1976 a los 84 años en El Hierro, debido a causas naturales.

## Dedicaciones y otras referencias a Valentina
El programa "Raíces" de Televisión Española le dedicó uno de sus documentales con el título de "Sabinosa, un día con Valentina", que se emitió en esa cadena el día 3 de diciembre de 1976.
En 2015, Los grupos musicales  Taburiente y Mestisay lanzaron "En busca de Valentina", una canción dedicada en honor a la gran cantante, para reivindicarla 125 años después de su nacimiento.
En el barrio de San Juan, Las Palmas de Gran Canaria, se le dedicó una calle en su honor.